# 杉山清 (実業家)
杉山 清（すぎやま きよし、1959年（昭和34年）12月15日 - ）は、日本の実業家。
東京理科大学理工学部卒業。NECソリューションイノベータ株式会社代表取締役社長。茨城県出身。

## 略歴
- 1983年4月 - 日本電気株式会社 入社
- 2008年7月 - 日本電気株式会社 ＜官庁・公共・金融・通信ソリューションBU＞ 官公ソリューション事業本部第一官公システム事業部長
- 2009年4月 - 日本電気株式会社 ＜ITサービスBU＞ 官公ソリューション事業本部主席システム主幹
- 2010年4月 - 日本電気株式会社 ＜ITサービスBU＞ 官公ソリューション事業本部第一官公ソリューション事業部長
- 2011年7月 - 日本電気株式会社 ＜ITサービスBU＞ 官公ソリューション事業本部第二官公ソリューション事業部長
- 2012年4月 - 日本電気株式会社 ＜ITサービスBU＞ 公共・医療ソリューション事業本部副事業本部長
- 2013年4月 - 日本電気株式会社 ＜パブリックBU＞ 理事
- 2014年4月 - NECソリューションイノベータ株式会社代取締役 執行役員専務
- 2016年6月 - NECソリューションイノベータ株式会社代取締役 執行役員社長